# Богомолов, Иоанн Иоаннович
Иоа́нн Иоа́ннович Богомо́лов (13 ноября 1860, Пермская губерния — после 1917) — священник-миссионер, депутат IV Государственной Думы от Пермской губернии (1912—1917).

## Биография
Иоанн Богомолов родился 13 ноября 1860 года в Пермской губернии в семье священнослужителя. Окончил Камышловское низшее городское училище.
С 1879 года, на протяжении десяти лет, Иоанн служил учителем народных училищ. В 1889 (или 1894) году он перешёл в духовное ведомство — после окончания духовной семинарии Богомолов получил назначение на службу в Екатеринбургскую епархию. Был диаконом екатеринбургской Свято-Троицкой церкви и священником Беляковского прихода Камышловского уезда Екатеринбургской епархии.
В 1894 году Богомолов был «рукоположён во иерея» и переведён священником в село Буткинское Шадринского уезда Пермской губернии, а также назначен противораскольническим миссионером. Был законоучителем (преподавателем богословия) в различных школах, а также избирался духовником и депутатом епархиальных съездов от духовенства округа.
В 1899 году Иоанн Иоаннович был настоятелем церкви Пресвятой Троицы на Ревдинском заводе (ныне — Ревда в Свердловской области).
На губернском избирательном собрании 20 октября 1912 года сельский священник Богомолов был выборщиком от съезда землевладельцев Камышловского уезда. Был избран в Государственную Думу Российской империи четвёртого созыва от общего состава выборщиков Пермского губернского избирательного собрания.
В IV Думе Иоанн Богомолов вошёл во фракцию правых. Он работал в составе четырёх думских комиссий: по вероисповедным вопросам, по старообрядческим вопросам, бюджетной и земельной. С парламентской трибуны не выступал ни разу.
Судьба Иоанна Иоанновича Богомолова в последумский период не прослежена.

## Семья
Жена: Богомолова Евдокия Никитична (на 1898 год)
Дети: 10 человек (на 1907 год)
Богомолова Галина Ивановна, Богомолова Елизавета Ивановна (закончила Высшие женские курсы в Санкт-Петербурге, сестра милосердия в Первую Мировую Войну, майор медицинской службы во время войны с фашистской Германии. После войны работала в Свердловске детским неврологом. Трагически погибла). Богомолова Анна Ивановна, Богомолова Екатерина Ивановна, Богомолова Милица Ивановна, Богомолова Зинаида Ивановна, Богомолов Анатолий Иванович, Борис Иванович Богомолов, Иван Иванович Богомолов, Богомолова Нина Ивановна пропала в юном возрасте, дальнейшая судьба не известна.